# Os Incríveis (banda)
Os Incríveis é uma banda brasileira de rock formada em São Paulo, em 1962. Inicialmente, o grupo utilizava o nome The Clevers - seguindo a moda da época de nomes de conjuntos em inglês - e atingiu algum sucesso na época com versões de canções italianas e músicas instrumentais, chegando a comandar um programa de televisão. Em 1964, tocam como banda de apoio em uma apresentação que Rita Pavone fez na TV brasileira e recebem um convite da cantora para acompanhá-la em uma turnê europeia. Ao regressarem, começam uma briga com o seu empresário - o radialista Antônio Aguillar - que os leva a uma temporada na Argentina e a trocar o nome da banda. Continuam fazendo sucesso com o novo nome, lançando álbuns e compactos, participando de programas de tv - como o Jovem Guarda, e chegando a estrelar um filme - Os Incríveis Neste Mundo Louco - dirigido por Brancato Júnior. No final dos anos 1960 e início dos anos 1970, lançam uma série de sucessos de impacto nacional, como "O Milionário", "Minha Oração", "Era Um Garoto Que Como Eu Amava os Beatles e os Rolling Stones" e "Eu Te Amo, Meu Brasil". Entretanto, devido à pressão gerada pelo sucesso desta última canção - por parte da imprensa, do governo e da gravadora, a banda encerra suas atividades no início de 1972.
No ano seguinte, Mingo, Nenê e Risonho retomam o grupo acompanhados de músicos de estúdio e lançam 3 álbuns e diversos compactos. Em 1981, os músicos da formação original se reúnem para lançar um último álbum e se separam novamente. No início da década de 1990, alguns membros da banda chegaram a se apresentar em shows e programas de televisão como Os Incríveis, mas não houve a gravação de nenhum disco novo. Em 1995, Netinho produz o show Novo de Novo - para comemorar trinta anos da estreia do programa Jovem Guarda - e busca reunir a banda, mas, diante da negativa de vários membros, resolve montar o conjunto com novos músicos. A partir desta data, entre períodos mais parados e outros mais movimentados, o grupo continua fazendo apresentações pelo país, lançando um DVD em 2015 em comemoração aos 50 anos da troca do nome da banda. Em 2018, lançam o primeiro álbum com material inédito desde 1981 e continuam tocando pelo país regularmente.

## Carreira

### O início: The Clevers
Domingos Orlando (Mingo), Waldemar Mozena (Risonho) e Demerval Teixeira Rodrigues (Neno) eram três adolescentes paulistanos que conheceram Antônio Rosas Sanches (Manito) - que morava na mesma cidade, mas que havia nascido em Vigo, na Espanha - e resolveram montar uma banda com ele. O incentivo veio da família de Manito formada por pessoas que estavam sempre tocando instrumentos e cantando. Todos gostavam de rock - e dos estilos derivados que estavam na moda, como o twist. A dificuldade estava em encontrar um baterista, já que Mingo e Risonho tocavam guitarra; Neno tocava baixo e Manito tocava praticamente qualquer instrumento de sopro ou de teclas. Foi então que o quarteto conheceu Luiz Franco Thomaz (Netinho) - que nasceu em Itariri e tinha vindo de Santos para estudar - e, ao descobrir que ele já havia tocado bateria em uma orquestra, convidou-o para entrar no grupo. Mas tinha uma condição: ele precisava ter uma bateria. Netinho ligou para o seu avô pedindo o instrumento de presente e, a partir daí, carregou o apelido para toda a vida.
Assim, em 1962, os cinco começaram a ensaiar e a tocar em festas. O repertório era influenciado pelas músicas que faziam sucesso na época: twist, surf music e outros rocks instrumentais, influenciados por grupos como The Shadows e The Ventures. Nas festas, beneficiavam-se do fato de alguns deles já terem tocado em outros conjuntos que faziam relativo sucesso: The Jet Blacks e The Jordans. Assim, no ano seguinte, em uma dessas apresentações, são ouvidos pelo radialista e apresentador Antônio Aguillar que comandava um programa de TV chamado Ritmos para a Juventude, exibido pela TV Paulista. O apresentador utilizava o programa para promover bandas de rock que ele, então, passava a empresariar. E Aguillar já estava trabalhando justamente com aqueles dois grupos quando conheceu o quinteto. Logo, o apresentador apadrinha o grupo, dando a eles o nome de The Clevers e conseguindo um contrato para gravarem alguns compactos para a gravadora GEL, através do selo Continental, do diretor artístico Diego Mulero - o Palmeira da dupla Palmeira & Biá.

### Sucesso
Em agosto de 1963, lançam o seu primeiro single, um 78 RPM com "Afrika" e "El Relicario", imediatamente estourando com o lado B. Após o sucesso inicial, a gravadora e o empresário pressionaram os rapazes para que gravassem alguma coisa cantando também. Assim, foi lançado em outubro "I Want You Baby" / "Look at My Eyes", com Mingo assumindo os vocais. Seguiu, ainda, mais um 78 RPM em novembro - com "El Novillero" e "Maria Cristina" - e um LP em outubro: Encontro com The Clevers (Twist). No final de novembro, a Folha de S.Paulo já está congratulando Aguillar por ter descoberto o grupo que mais fazia sucesso no momento. No início de janeiro de 1964, embarcam como atração principal em um cruzeiro marítimo - o Princesa Leopoldina - que percorreu diversas cidades do Brasil, como Santos, Rio de Janeiro, Belém e Manaus.
No início de 1964, enquanto estão no cruzeiro, a gravadora faz diversos lançamentos para aproveitar o sucesso. Logo, saem mais três 78 RPM: "Jalousie" / "Veneno", em janeiro; "Il Tancaccio" / "Clever's Surf", em abril; e "Menina dos Sonhos Meus" / "Se mi Vuoi Lasciari", em maio. Além disso, ocorre o lançamento de dois compactos duplos: Encontro com The Clevers (Twist), contendo material do primeiro álbum, sai em fevereiro; e The Clevers com Hully Gully - em que a gravadora busca pegar uma carona com a dança da moda, em maio. Finalmente, saiu também, no começo do ano, o segundo álbum de estúdio do grupo: Os Incríveis. Com a volta do quinteto após o cruzeiro e a continuidade do sucesso, gravam, em junho, o seu terceiro disco - Os Incriveis Vol. 2 - que é lançado no mês seguinte e rende críticas favoráveis ao grupo.

### Rita Pavone
Em junho, sai a notícia de que Rita Pavone - cantora italiana que estava fazendo imenso sucesso no Brasil com sua canção "Datemi un Martello" - viria ao país para se apresentar em São Paulo como parte de sua turnê mundial que passaria pela América do Sul - apresentaria-se antes, também, em Buenos Aires. Ao saber da notícia, Antônio Aguillar - cujo programa já se chamava Reino da Juventude e era exibido pela TV Record, após breve passagem pela TV Excelsior - foi falar com Paulo Machado de Carvalho, seu chefe, para conseguir uma aparição da cantora no seu programa. O dono da TV Record foi falar com Teddy Reno assim que a cantora desembarcou no Brasil, em 19 de junho, e ficou acertado uma aparição de Rita no programa de Aguillar e outra na TV Rio, associada da Record na capital da Guanabara. Assim, no dia seguinte, Rita comparece à gravação do programa - que seria exibido na tarde de domingo, cantando acompanhada do quinteto. A cantora e seu empresário gostam tanto da performance da banda que os convidam para serem a banda de apoio nos shows que Rita faria no Teatro Record. Desse modo, os Clevers ensaiam com a cantora na segunda-feira e a acompanham nos shows realizados em São Paulo - bem como a uma apresentação relâmpago em frente ao prédio da TV Rio, no dia 25 de junho, e em uma festa no Clube Atlético Monte Líbano, no dia 26.
Após as apresentações, o conjunto foi convidado por Rita e seu empresário para realizarem uma turnê por mais de 30 cidades europeias, começando em agosto e terminando com o show de encerramento do 25º Festival Internacional de Cinema de Veneza, em 10 de setembro. Viajaram à Europa na companhia de Brancato Júnior, que seria o representante da banda por lá. Enquanto estavam na Europa, compraram equipamento de primeira linha para o grupo. Enquanto o grupo se encontrava na Europa, sua gravadora não ficou parada e tratou de lançar um compacto simples - o primeiro da carreira da banda - com "Datemi un Martello" e "Sul Cucuzzolo", já em agosto, e um compacto duplo, em setembro: The Clevers Internacional. Após a volta da banda, saiu também o compacto duplo Veneno.
Esta viagem fez surgir um boato sobre um namoro entre a cantora e o baterista da banda, o Netinho. O namoro sempre foi confirmado pelo brasileiro - que chegou até a falar em casamento na época, mas Pavone nunca comentou o relacionamento. O que é certo é que a história rendeu - e rende até hoje - muita cobertura de imprensa para o grupo. Além disso, Rita Pavone acabaria casando quatro anos mais tarde, em 1968, com o seu empresário.

### Mudança de nome
Com a volta do grupo para São Paulo, em setembro, os músicos decidem trocar de empresário, separando-se de Antônio Aguillar e escolhendo Brancato Júnior para ser seu novo representante. Isto provoca uma briga, com Aguillar acusando Brancato de "envenenar" os músicos para "roubar" a banda dele. Como resultado, Aguillar proíbe-os de utilizar o nome The Clevers que ele havia registrado em julho como sua propriedade. Inicialmente, a banda e Brancato aceitam trocar o nome para Os Incríveis, fazendo o anúncio para a imprensa em novembro. Entretanto, a gravadora resiste à ideia de mudar o nome do grupo que estava gravando material para o lançamento de um novo disco em janeiro. Além disso, após o desentendimento, Aguillar também havia registrado a marca Os Incríveis através da qual produzia os LP's que eram lançados pelo grupo. Assim, inicia-se uma batalha judicial pelo nome da banda que teria fim apenas em julho de 1965, quando as partes concordam com Aguillar manter a marca "The Clevers" e ceder a marca "Os Incríveis" ao grupo e seu novo empresário.
Enquanto ainda estava acontecendo a briga judicial, a gravadora lançou um novo compacto simples, em janeiro - com "In Ginocchio da Te" e "Raunchy", e o quarto álbum da banda, no mesmo mês: Dançando com The Clevers - Os Incríveis Vol. 3. O álbum recebeu, novamente, resenha na Folha, mas o grupo chamava mais atenção pela briga judicial do que pelo conteúdo do disco. Ainda, em abril, sai o último compacto duplo com o antigo nome da banda: Sensacional. A banda, por outro lado, acompanhou a cantora italiana Stella Dizzy em sua apresentação na TV Rio em dezembro e viajou para a Argentina para cumprir compromissos por lá. O que deveria ser uma curta temporada, durou até o fim de maio, quando voltaram para o Brasil. Em Buenos Aires, tocaram, promoveram a banda e assinaram um contrato com a CBS Argentina para a gravação e lançamento de um disco por lá: Los Increíbles, que seria lançado no Brasil somente em fevereiro de 2019.

### A Jovem Guarda e o sucesso
O sucesso veio durante o período da Jovem Guarda, com canções populares como "O Milionário", "Minha Oração", "Era um Garoto Que, Como Eu, Amava os Beatles e os Rolling Stones" - uma versão brasileira da música italiana "C’era un ragazzo che come me amava i Beatles e i Rolling Stones", de Gianni Morandi - e "Eu Te Amo, Meu Brasil", sendo esta última uma canção de exaltação da pátria brasileira que fez um enorme sucesso popular durante o Governo Emílio Médici.

### O fim da banda
Ao longo dos anos de 1970, ex-integrantes dos Incríveis formariam outras importantes bandas do rock brasileiro, Netinho montou a banda Casa das Máquinas e Manito juntamente com Pedro Baldanza e Pedro Pereira da Silva formaram o famoso grupo progressivo Som Nosso de Cada Dia.

### A volta
Entre 2001 e 2005 o grupo voltou a se reunir em algumas ocasiões.

## Legado
Em 2005, "Os Incríveis" foi uma das bandas escolhidas para serem homenageadas no álbum "Um barzinho, um violão", onde foram regravadas músicas de bandas de grande sucesso das décadas de 1960 e 1970. Foi escolhida a música "O Vagabundo", interpretada pela banda Engenheiros do Hawaii.

## Integrantes

### Formação atual
- Rubinho Ribeiro: vocal e guitarra (2010 - atualmente)
- Sandro Haick: guitarra (1995 - atualmente)
- Wilson Teixeira: saxofone (1995 - atualmente)
- Leandro Weingaertner: baixo e vocais (1995 - atualmente)
- Netinho: bateria (1962 - 1972; 1981; 1995 - atualmente)

### Outros integrantes
- Domingos Orlando (Mingo): guitarra e vocal (1962 - 1970; 1973 - 1981)
- Aroldo Santarosa: guitarra e vocal (1970 - 1972)
- Waldemar Mozena (Risonho): guitarra (1962 - 1972; 1973 - 1981)
- Manito: teclados e saxofone (1962 - 1972; 1995 - 2010)
- Nenê Benvenuti: baixo e vocais (1965 - 1972; 1973 - 1981)
- Demerval Teixeira Rodrigues (Neno): baixo (1962 - 1965)

## Discografia

### Álbuns de estúdio

#### Como The Clevers
- 1963 - Encontro com The Clevers (Twist) (Continental)
- 1964 - Os Incriveis (Continental)
- 1964 - Os Incriveis Vol. 2 (Continental)
- 1965 - Dançando com The Clevers - Os Incríveis Vol. 3 (Continental)

#### Como Os Incríveis
- 1965 - Los Increíbles (CBS Argentina)
- 1966 - Os Incríveis (Continental)
- 1967 - Para os Jovens Que Amam os Beatles, Rolling Stones e... Os Incríveis (RCA)
- 1968 - Os Incríveis Internacionais (RCA)
- 1969 - Os Incríveis (RCA)
- 1970 - Os Incríveis (RCA)
- 1971 - 1910 (RCA)
- 1973 - Mingo, Nenê e Risonho (RCA)
- 1975 - Isso É a Felicidade (RCA)
- 1979 - Os Sucessos das Paradas (RCA)
- 1981 - Os Incríveis (RCA)
- 2018 - A Paz É Possível (Discobertas)

### Álbuns ao vivo
- 2001 - Ao Vivo (Continental East West)
- 2015 - Netinho Comemora 50 Anos de Os Incríveis (Ao Vivo) (Eldorado)

### Trilha sonora
- 1967 - Os Incriveis Neste Mundo Louco (Continental)